# Фингалова пещера
Финга́лова пеще́ра (англ. Fingal’s Cave) — прославленная морская пещера глубиной 69 м и высотой 20 м, вымытая в скале морской водой, на острове Стаффа (входящем в группу Внутренних Гебридских островов). Её стены образованы вертикально стоящими базальтовыми колоннами, в основном шестигранными, хотя встречаются и столбы с другим количеством граней — от трёх-четырёх до восьми. Пещера входит в состав одноимённого шотландского заповедника. Её протяжённость составляет 113 м, максимальная ширина входа — 16,5 м. Фингалова пещера расположена в 32 км от города Тобермори.

## История
Первооткрывателем пещеры был натуралист Джозеф Бэнкс, который побывал здесь в 1772 году и составил впечатляющее её описание. Привлечённые славой этого чуда природы, остров посетили Вальтер Скотт, Уильям Вордсворт, Джон Китс, Альфред Теннисон, Жюль Верн, Август Стриндберг (пещера является местом действия одного из его произведений), королева Виктория и художник Уильям Тёрнер.
Внутрь пещеры туристам приходится пробираться по узкой дорожке над самой кромкой воды, поскольку арочный вход слишком узок для лодок. При взгляде из пещеры наружу можно различить очертания священного острова Айона — места погребения древних шотландских королей, включая Макбета.

## Название
Название связывает пещеру с образом легендарного героя кельтской мифологии Финном, известным в выдаваемых за оссиановский цикл стихотворениях шотландского поэта Джеймса Макферсона как Фингал (буквально «белый странник»). По преданию, Финн проложил между Шотландией и Ирландией так называемую Дорогу гигантов.
На гэльском языке пещера называется Uamh-Binn — это старинное название можно перевести как «пещера мелодий». Действительно, благодаря выгнутому наподобие купола своду она обладает уникальной акустикой. Причудливо преображённые звуки прибоя отдаются по всей внутренности пещеры, что придаёт ей сходство с исполинским нерукотворным собором.

## В искусстве
Молодой Феликс Мендельсон создал увертюру «Фингалова пещера», навеянную мелодическими созвучиями, которые 20-летний композитор услышал во время посещения пещеры в 1829 году.
Вальтер Скотт описывал Фингалову пещеру так: 
Фингалова пещера — одно из самых необычайных мест, которые мне посчастливилось созерцать. Вид её превзошёл всё то, что доводилось мне о ней слышать. Пещера целиком состоит из базальтовых столпов, равных высотой сводам собора, уходящих глубоко в толщу скалы и испокон веков омываемых глубокими морскими зыбями. Словно бы вымощенная аловатым мрамором, она не поддаётся описанию словами.
Популярная достопримечательность запечатлена и на гравюрах, в частности известна работа Джеймса Фитлера «Фингалова пещера», датированная 1804 годом, на которой изображена высадка посетителей из лодки, а Джозеф Уильям Тёрнер написал в 1832 году пейзаж с видом этой пещеры.